# Las Palmas-Juarez
Las Palmas-Juarez era un census-designated place (CDP) degli Stati Uniti d'America della contea di Cameron nello Stato del Texas. La popolazione era di 1,666 persone al censimento del 2000. Al censimento del 2010 si è diviso in due CDP chiamati Las Palmas II e Juarez. La comunità faceva parte dell'area metropolitana di Brownsville-Harlingen.

## Geografia fisica
Las Palmas-Juarez era situata a 26°12′04″N 97°44′17″W (26.201202, -97.737921).
Secondo lo United States Census Bureau, ha un'area totale di 0,4 miglia quadrate (1,0 km²).

## Società

### Evoluzione demografica
Secondo il censimento del 2000, c'erano 1,666 persone.

### Etnie e minoranze straniere
Secondo il censimento del 2000, la composizione etnica della città era formata dal 97,18% di bianchi, lo 0,66% di afroamericani, lo 0,06% di asiatici, il 2,04% di altre razze, e lo 0,06% di due o più etnie. Ispanici o latinos di qualunque razza erano il 96,10% della popolazione.